# Вібраційна хвороба
Вібраційна хвороба (англ. vibrating sickness) — професійне захворювання, яку спричинює тривала дія вібрації на організм людини. Строки розвитку та гострота захворювання залежать від спектральних характеристик вібрацій. Основні прояви - зміна тонусу судин, обміну в нервово-м'язовій та кістковій системах, зменшення кровозабезпечення тканин, порушення регуляції серцево-судинної та нервової систем. Характерні скарги: оніміння кінцівок, побіління пальців, біль, відчуття холоду, слабкість в руках, порушення чутливості; нерідко стомлюваність, нерізкий головний біль, підвищена дратівливість, порушення сну. При лікуванні ефективні медикаменти і фізіотерапевтичні методи лікування, які поліпшують кровозабезпечення і обмінні процеси в нервово-м'язовій системі. Рекомендуються спазмолітики, вітаміни групи B, гангліоблокатори, лікувальна гімнастика, масаж, теплові процедури, сірководневі, радонові ванни тощо.